# Coppa del mondo di BMX 2006
La Coppa del mondo di BMX 2006, quarta edizione della competizione, si svolse tra il 6 settembre ed il 7 ottobre 2006.

## Uomini

### Risultati
| # | Data          | Evento   | Vincitore      | Leader della Cl. mondiale |
| - | ------------- | -------- | -------------- | ------------------------- |
| 1 | 6-7 settembre | San Jose | Michal Prokop  | Michal Prokop             |
| 2 | 6-7 ottobre   | Fréjus   | Donny Robinson | Donny Robinson            |

### Classifica generale
| Pos. | Corridore          | Punti |
| ---- | ------------------ | ----- |
| 1    | Donny Robinson     | 31    |
| 2    | Michal Prokop      | 31    |
| 3    | Mike Day           | 21    |
| 4    | Arnaud Dubois      | 20    |
| 5    | Jason Rogers       | 17    |
| 6    | Damien Godet       | 14    |
| 7    | Robert de Wilde    | 13    |
| 8    | Aaron Johnson      | 12    |
| 9    | Arturs Matisons    | 11    |
| 10   | Randy Stumpfhauser | 11    |